# Jaroslav Melichárek
Jaroslav Melichárek (* 22. prosince 1977) je slovenský rallyový závodník. K prosinci 2013 měl za sebou 58 startů. V roce 2015 se stal mistrem Slovenska v rallye. Po většinu jeho kariéry mu navigátora dělal jeho bratr Erik.

## Výsledky

### Výsledky v MS
| Year | Entrant                   | Car                      | 1      | 2   | 3   | 4   | 5   | 6      | 7   | 8   | 9      | 10  | 11  | 12     | 13     | Poz. | Body |
| ---- | ------------------------- | ------------------------ | ------ | --- | --- | --- | --- | ------ | --- | --- | ------ | --- | --- | ------ | ------ | ---- | ---- |
| 2011 | Melico Racing             | Mitsubishi Lancer Evo IX | SWE    | MEX | POR | JOR | ITA | ARG    | GRE | FIN | GER 42 | AUS | FRA | ESP    | GBR    | NC   | 0    |
| 2012 | Melico Racing             | Peugeot 207 S2000        | MON 21 | SWE | MEX | POR | ARG | GRE    | NZL | FIN |        |     |     |        |        | NC   | 0    |
| 2012 | Melico Racing             | Škoda Fabia S2000        |        |     |     |     |     |        |     |     | GER 17 | GBR | FRA | ITA    |        | NC   | 0    |
| 2012 | Melico Racing             | Mitsubishi Lancer Evo IX |        |     |     |     |     |        |     |     |        |     |     |        | ESP 26 | NC   | 0    |
| 2013 | Melico Racing             | Subaru Impreza STi R4    | MON    | SWE | MEX | POR | ARG | GRE    | ITA | FIN | GER    | AUS | FRA | ESP 36 | GBR    | NC   | 0    |
| 2014 | Slovakia World Rally Team | Ford Fiesta RS WRC       | MON 8  | SWE | MEX | POR | ARG | ITA 19 | POL | FIN | GER 14 | AUS | FRA | ESP    | GBR    | 21.  | 4    |